# خيرمان سانشيز (عداء مشي)
خيرمان سانشيز (بالإسبانية: Germán Sánchez)‏ هو عداء مشي مكسيكي، ولد في 31 يوليو 1967 في Zimatlán de Álvarez ‏ في المكسيك.

## وصلات خارجية
- خيرمان سانشيز على موقع الاتحاد الدولي لألعاب القوى (الإنجليزية)
- خيرمان سانشيز على موقع أوليمبيديا (الإنجليزية)